# Клепалов, Кирилл Васильевич
Кирилл Васильевич Клепалов (род. 1985) — российский кинооператор, режиссёр, сценарист

## Биография
Кирилл Клепалов родился 24 февраля 1985 года.
Получил режиссёрское и актёрское образование в СГАКИ (мастерская А. Т. Золотухина).
Первые работы Кирилла получили внимание на фестивалях «Послание к человеку» в Санкт-Петербурге, где были представлены фильмы «Золотой тупик» (2000) и «Жанна» (2002).
Снимал музыкальные клипы и концертное видео для групп: Brainstorm, Ария, БИ-2, Ляпис Трубецкой, Эпидемия, Billy's Band, Городская культура, Бланш и др.

## Карьера

### Ранние работы
Начал карьеру с документальных и короткометражных фильмов:
«Золотой тупик» (2000) — режиссёр, оператор
«Жанна» (2002) — режиссёр, оператор, сценарист
«Мелом на стене» (2005) — режиссёр, оператор
Фильм «Начальник» (2009), снятый Кириллом как оператором, получил главный приз фестиваля «Кинотавр».

### Прорыв и международное признание
Известность пришла после фильмов «Майор» (2013) и «Дурак» (2014), созданных в сотрудничестве с режиссёром Юрием Быковым.

## Фильмография

### Оператор
- 2024 — Комбинация — сериал
- 2024 — Выбери меня — художественный фильм
- 2023 — Тополиный пух — художественный фильм
- 2022 — СпимГоворим — художественный фильм
- 2021 — Семейный бюджет — художественный фильм
- 2020 — Самый Новый год! — новогодняя комедия
- 2019 — Толя-робот — сериал
- 2018 — Я худею — художественный фильм
- 2016-2023 — Ольга — сериал
- 2014 — Дурак — художественный фильм
- 2013 — The Trash — короткометражный фильм
- 2012 — Майор — художественный фильм
- 2012 — Цой-КИНО — документальный фильм
- 2009 — Начальник — короткометражный (Главный приз конкурса «Кинотавр 2009. Короткий метр»)
- 2005 — Мелом на стене — короткометражный фильм
- 2002 — Жанна — короткометражный фильм
- 2000 — Золотой тупик — документальный фильм

### Режиссёр
- 2024 — Выбери меня — полнометражный фильм
- 2024 — Тополиный пух — полнометражный фильм
- 2005 — Мелом на стене — короткометражный фильм
- 2002 — Жанна — документальный фильм
- 2000 — Золотой тупик — документальный фильм

## Награды и номинации
- «Майор» был представлен на Каннском фестивале в Cannes Critics’ Week https://variety.com/2013/film/global/the-major-review-1200490411/

- Приз за операторскую работу на международном кинофестивале молодого европейского кино VOICES 2014 (фильм «Майор»)  — единственную подобную награду в истории фестиваля.

- XXII кинофестиваль «Виват кино России!» Санкт-Петербург[1] — приз за лучшую операторскую работу (фильм «Майор»)

- Les Arcs European Film Festival Архивная копия от 9 августа 2015 на Wayback Machine — Prize for the Best Cinematography «Дурак»

- Приз за лучшую операторскую работу (Sant Andreu de la Barca, Испания, фильм «Дурак»)

«Дурак» так же завоевал 18 наград на международных кинофестивалях в Чикаго,  Льеже, Белграде, Минске, Женеве, Каире и других городах и странах. 
Фильм вошёл в список пяти лучших фильмов года по версии The New York Times.
Операторская работа в комедии «Я худею» (2018), созданной совместно с Universal Pictures International, принесла свыше 630 миллионов рублей в прокате и вошла в десятку мирового бокс-офиса в день премьеры.